# Campionato africano maschile di pallacanestro 2003
Il 22º Campionato Africano Maschile di Pallacanestro FIBA si è svolto dal 7 al 19 agosto 2003 in Egitto. Il torneo è stato vinto dall'Angola.
I Campionati africani maschili di pallacanestro sono una manifestazione biennale tra le squadre nazionali del continente, organizzata dalla FIBA Africa.

## Squadre partecipanti
| Gruppo A                                                                       | Gruppo B                                                        |
| ------------------------------------------------------------------------------ | --------------------------------------------------------------- |
| - Algeria - Costa d'Avorio - Egitto - Mozambico - Nigeria - Rep. Centrafricana | - Angola - Madagascar - Marocco - Senegal - Sudafrica - Tunisia |

## Classifica finale
| Campione d'Africa | Campione d'Africa  | Campione d'Africa | Campione d'Africa |
| --- | ------------------ | ----------------- | --- |
| Angola Qualificata al Torneo olimpico 2004 Angola4 Silva, 5 Costa, 6 Â. Victoriano, 7 Monteiro, 8 E. Victoriano, 9 Carvalho, 10 Gomes, 11 Muzadi, 12 Moussa, 13 Almeida, 14 Lutonda, 15 Conceição, All. Mário Palma |                    |                   | |
| Pos. | Squadra            | V/P               | Formazione |
| | Nigeria            | 5-2               | NigeriaOdia, Odaudu, Ogwudire, Ikpah, Baba, Mohammed, Varem, Tatt, Awojobi, Muoneke, Oyedeji, Nwankwo, All. Ayo Bakare                               |
| | Egitto             | 5-2               | EgittoGenedy, Talaat, Muniel, Haytham, el-Sayed, el-Hosany, el-Kerdany, el-Gazar, Ahmad, el-Adawi, Sakr, Goudah, All. Adel Sabri                     |
| 4. | Rep. Centrafricana | 4-2               | Rep. CentrafricanaBengué, Beyina, Bomayako, Gotagni, Koundjia, Mageot, Mombollet, Moundy, Ngongba, Sato, Sokambi, Souléymane, All. Jean-Paul Rebatet |
| 5. | Senegal            | 3-4               | SenegalCissé, Boissy, Pene, M'Baye, Diallo, N'Doye, Konare, Sow, Diagne, Badiane, Ndong, N'Diaye, All. Maguette Diop                                 |
| 6. | Tunisia            | 3-3               | TunisiaEssayed, Khanfir, Rzig, Ben Mabrouk, Amri, Ben Hassine, Maoua, Ben Douissa, Slimane, Bouslama, Stiti, Yahiaoui, All. Marian Novović           |
| 7. | Sudafrica          | 3-3               | SudafricaMadondo, Mndaweni, Mazibuko, Ngoobo, Motaung, Nthuping, Mtimkulu, Tsakani, Denissen, Moiloa, Kgwedi, Molebatsi, All. Sam Vincent            |
| 8. | Algeria            | 3-3               | AlgeriaAdrar, Benhoucine, Benramdane, Boughedir, Boukhalfi, Boulaya, Doubal, Kaouane, Ouali, Oukid, Oukrimi, Sayah, All. Dragutin Čermak             |
| 9. | Marocco            | 2-4               | MaroccoDahine, Bouibi, Masbahi, Mohammed, Redouane, Raho, Tabassir, Bassim, Bakkass, Bouhelal, Lahlifi, Abdelmalek, All. Sterling Wright             |
| 10. | Costa d'Avorio     | 2-4               | Costa d'AvorioAffeli, Amalabian, Banny, Bouaké, Cissé, Dahi, Konaté, J.C. Kouamé, L. Kouamé, Lasme, Tapé, Yao, All. Olivier Tea                      |
| 11. | Mozambico          | 1-5               | MozambicoNeves, Cossa, Manjate, de Deus, Letela, Tamele, Macuácua, Vembane, Camal, Manhanga, Muianga, Mubetene, All. Inácio Bernardo                 |
| 12. | Madagascar         | 0-6               | MadagascarZefihita, Rakotomalala, Rafalimanana, Tsaboto, Ibrahim, Heidi, Saotra, Kilibo, Andriamora, Djianfary, Eugene, All. Olivier Ratsimisao      |